# Aaron J. Johnson
Aaron J. Johnson (* um 1970 in Washington, D.C.) ist ein US-amerikanischer Jazzmusiker (Posaune, Bassposaune, Muscheln, Komposition).

## Leben und Wirken
Johnson lernte als Kind zunächst Piano und Schlagzeug, bevor er mit zwölf Jahren zur Posaune wechselte. In seiner Zeit auf der Highschool spielte er in Funkbands. Während seines Studiums leitete er Studentenensembles, für die er auch arrangierte. Erste professionelle Auftritte hatte er bei Rick Henderson. Er studierte Elektroingenieur und blieb gleichzeitig als Musiker aktiv; so spielte er im Jazzensemble der University of Pittsburgh unter Leitung von Kenny Clarke und Nathan Davis. Nach dem College trat er in seiner Heimatstadt und in New York auf. Daneben hatte er Privatunterricht bei Makanda Ken McIntyre.
Anfang der 1990er-Jahre begann Johnson als professioneller Musiker, Komponist und Arrangeur zu arbeiten, u. a. mit Reggie Workman, Jimmy Heath, Muhal Richard Abrams, Bill Lee, Frank Lacy, der Mingus Big Band, dem Count Basie Orchestra (Ghost Band), Lincoln Center Jazz Orchestra und im Smithsonian Jazz Masterworks Orchestra. Erste Aufnahmen entstanden 1994 mit dem Orchester von Nancie Banks; des Weiteren nahm er mit den Ensembles von Steve Turre (Rhythm Within, 1995), Oliver Lake (Cloth, 2003), Lancer Bryant, Salim Washington (Harlem Homecoming, 2005), Charles Tolliver (With Love, 2006), Steve Swell (The Business of Here, 1008) und Fred Ho (The Music of Cal Massey: A Tribute, 2011) auf.
Unter eigenem Namen nahm er mit Salim Washington, Onaje Allan Gumbs, Robert Sabin (Bass) und Victor Lewis 2007 das Album Songs of Our Fathers (Bubble Sun) auf. Außerdem wirkte er als Sessionmusiker bei Aufnahmen von Medeski, Martin & Wood (Uninvisible, 2001), Jay-Z (American Gangster, 2007) und Brian Cullman (The Opposite of Time, 2015) mit.
Im Bereich des Jazz war er zwischen 1994 und 2015 an 18 Aufnahmesessions beteiligt.
Aaron Johnson schrieb und arrangierte Musik für Frank Foster, Steve Turre, Frank Lacy, Nancie Banks und die Formation Paradigm Shift, ferner für Filmmusiken (The Bulls Night Out, 1997) und TV-Werbung. 2000 war er als Komponist Stipendiat des New Jersey State Council Fellowship. Johnson unterrichtet als Doktorand historische Musikwissenschaft an der Columbia University.